# ديفيد وير
ديفيد وير (بالإنجليزية: David Wear)‏ مواليد 21 سبتمبر 1990 في لونغ بيتش، هو لاعب كرة سلة أمريكي. بدأ مسيرته الاحترافية في سنة 2014. يلعب مع بالونكيستو فوينلابرادا في الدوري الإسباني لكرة السلة. يحمل الرقم 12. يبلغ طوله 6 قدم 10 بوصة (2.1 م). سبق أن لعب مع سكرامنتو كينغز.

## روابط خارجية
- ديفيد وير على موقع الاتحاد الدولي لكرة السلة (الإنجليزية)
- ديفيد وير على موقع إن بي أي (الإنجليزية)
- ديفيد وير على موقع سبورتس رفرنس (الإنجليزية)
- ديفيد وير على موقع الدوري الإسباني لكرة السلة (الإسبانية)
- ديفيد وير على موقع كرة السلة الأوروبية.كوم (الإنجليزية)
- ديفيد وير على موقع كلية كرة السلة في سبورتس رفرنس.كوم (الإنجليزية)
- ديفيد وير على موقع ريلجم (الإنجليزية)
- ديفيد وير على موقع بروبوليرز (الإنجليزية)
- ديفيد وير على موقع سبورتس رفرنس (الإنجليزية)
- ديفيد وير على موقع سبورتس رفرنس (الإنجليزية)